# Paste (revista)
Paste es una revista digital bimensual de música y entretenimiento publicada en los Estados Unidos por Wolfgang's Vault. Su lema es "Símbolos de los tiempos en música, cine y cultura". Fue una publicación impresa desde 2002 a 2010, fecha en la que se convirtió en una publicación exclusivamente digital.

## Historia
La revista, con sede en Avondale Estates, Georgia, fue fundada como una publicación trimestral en julio de 2002 por Josh Jackson, Nick Purdy, y Tim Porter. Más tarde cambió a un formato bimensual. En 2005, Paste consiguió las subscripciones pendientes de la revista competidora Tracks, que había cesado su publicación impresa. Paste se convirtió en mensual en agosto de 2006.
Durante dos años a mediados de la década de 2000, Paste tuvo un segmento mensual en CNN Headline News llamado "Paste Picks", en el que los editores recomendaban nuevos discos y películas cada martes.
En octubre de 2007, la revista intentó el experimento "Radiohead", ofreciendo a sus suscriptores (nuevos y existentes) la posibilidad de pagar lo que quisieran durante una subscripción de un año a Paste. La base de suscriptores se incrementó en 28.000 personas, pero el presidente de Paste, Tim Regan-Porter, apreció que el modelo no era sostenible; esperaba que los nuevos suscriptores renovaran su cuota al año siguiente al precio anterior, y que el incremento en el tráfico de la página atraería a suscriptores adicionales y anunciantes.
En medio de la crisis económica, Paste empezó a sufrir las consecuencias de no tener un ingreso constante por publicidad, como otras revistas en 2008 and 2009. El 14 de mayo de 2009, los editores de Paste anunciaron un plan para salvar la revista, pidiendo contribuciones a sus lectores, músicos y celebridades. La política de reducción de costes de la revista no cubrió las pérdidas.
En 2009, Paste lanzó un piloto para televisión de una hora de duración para Halogen TV, llamado Pop Goes the Culture.
El 31 de agosto de 2010, Paste canceló su revista impresa, pero continúa la publicación en línea PasteMagazine.com.

## Resurgir
El 28 de mayo de 2011, Paste anunció que reemprendía sus servicios de suscripción exclusivamente en formato digital. La revista informa ahora sobre música, cine, TV, comedia, libros, videojuegos, diseño, tecnología, comida y bebida. Cada ejemplar también incluye una versión digital de Paste Sampler, con siete nuevas canciones cada semana.

## Contenido
Aunque inicialmente Paste solo informaba sobre música, cubriendo una variedad de géneros con énfasis en el rock alternativo adulto, americana e indie rock, la revista también empezó a cubrir cine independiente y libros. Cada ejemplar incluía originalmente un CD con música, pero este foraato fue abandonado en favor de las descargas digitales como parte de una iniciativa a favor del medio ambiente. Se incluían artistas como Ryan Adams, Blackalicious, Paul McCartney, Regina Spektor, The Whigs, Fiona Apple, The Decemberists, Mark Heard, Woven Hand, Milton and the Devils Party, Liam Finn, The Trolleyvox, y Thom Yorke. Muchos de estos artistas también contribuyeron en la campaña para salvar Paste.

## Premios
En 2005, Paste alcanzó el número 21 en la lista publicada por el Chicago Tribune de las 50 Mejores Revistas. Apareció en la lista de nuevo en 2007. Paste fue nombrada Revista del Año por los PLUG Independent Music Awards en 2006, 2007 y 2008. En 2008, 2009 y 2010, Paste fue nominada al Premio Nacional de Revistas en la categoría de Excelencia General, y en 2010, los escritos de la editora asociada Rachael Maddux fueron nominados a la Mejor Crítica.